# Glacier Peak
Il Glacier Peak o Dakobed (noto nel dialetto Sauk-Suiattle della lingua lushootseed come "Tda-ko-buh-ba" o "Takobia") è il più isolato dei cinque maggiori stratovulcani dell'arco vulcanico delle Cascate nello stato del Washington, negli USA. Situato nella riserva integrale di Glacier Peak e nella foresta nazionale di Mount Baker-Snoqualmie, il vulcano è visibile da ovest a Seattle e da nord nelle aree più alte dei sobborghi orientali di Vancouver come Coquitlam, New Westminster e Port Coquitlam. Il vulcano costituisce la quarta vetta maggiore dello stato di Washington e vari studi sull'area sono ancora in corso. Al centro di vari racconti della cultura degli amerindi, i quali abitavano le pendici, quando gli esploratori americani raggiunsero la regione appresero informazioni sommarie sulle morfologie circostanti, ma non compresero in un primo momento che il Glacier Peak fosse un vulcano. Situato nella contea di Snohomish, il vulcano dista solo 110 km a nord-est del centro di Seattle. In virtù di tale dato risulterebbe più vicino alla metropoli rispetto al più famoso monte Rainier, ma poiché il Glacier Peak è di quasi 1200 m più basso esso risulta molto meno appariscente della controparte.
Presente tra i vulcani più attivi del Washington, il cratere si formò durante il Pleistocene, circa un milione di anni fa, e dalla più recente era glaciale ha generato alcune delle eruzioni più vigorose ed esplosive dello stato. Quando le calotte glaciali continentali si sono ritirate dalla regione, il Glacier Peak ha iniziato a risvegliarsi con una certa regolarità, eruttando in modo esplosivo cinque volte negli ultimi 3000 anni. Sono noti almeno sei cicli e due di questi risultarono i maggiori di tutto il Washington.

## Geografia

### Geologia

Diagramma della zona tettonica della catena delle Cascate

I duomi di lava preistorici sono i componenti principali della sommità del vulcano, oltre alla sua falsa vetta, il Delusion Peak. I depositi di flussi piroclastici del passato sono facilmente visibili nelle valli fluviali vicino al vulcano, probabilmente causati dal crollo del duomo, insieme a creste trovate a est della vetta costituite da resti di nubi di cenere. Sul suo fianco occidentale, il vulcano generò anche un lahar, il quale scorse per circa 35 km nella valle del fiume White Chuck circa 14.000 anni fa. Sono visibili altri dieci depositi di flusso piroclastico, tutti identificati come relativamente vecchi di 10.000 anni. C'è anche un flusso di fango considerevolmente più recente, di circa 5.500 anni, che copre un'area di 15 km tra la stessa valle del fiume, insieme a due piccoli eventi accaduti entrambi meno di 3.000 anni. Un altro lahar, di epoca imprecisata, era ricco di orneblenda dacitica: questo proseguì per 30 km nel fiume Sauk.
Si rintracciano anche depositi di nubi ardenti sul fianco orientale opposto del vulcano. Gli studi sulla montagna non sono stati finora in grado di trovare alcuna corrispondenza con i flussi piroclastici, ma sono stati identificati diversi flussi di fango passati. Nel torrente Dusty, situato vicino alla montagna, si rintraccia un lahar spesso almeno 30 m, contenente depositi piroclastici e altri flussi di materiali meno definiti. Tuttavia, quest'ultimo rientra di 300 m di incidenti passati al vulcano che attraversa il Dusty e il torrente Chocolate. Nell'area sono contenuti almeno 10 km³ di detriti litici. Depositi di tefra sono per la maggioranza vincolati al fianco sinistro del vulcano, mentre se ne identificano almeno nove in epoca passata. Delle eruzioni dalla portata minore che coinvolgono tefra si verificarono tra 6.900-5.500 anni fa, 3.450-200 anni fa e fino a 316-90 anni fa.
Sulla montagna, da circa 1800 metri alla vetta, vi sono altri tre coni di scorie: il White Chuck Cinder, il Dishpan Gap e il passo di Indian. Il vulcano ha inoltre causato la presenza di sorgenti calde, di cui tre nelle parti apicali: Gamma, Kennedy e Sulphur, ma la seconda fu distrutta e sepolta in una frana.
Il vulcano si trova nel Washington ed è uno dei cinque principali stratovulcani presenti. L'arco vulcanico delle Cascate appare direttamente sopra una zona di subduzione, quella della Cascadia. L'episodio che segnò l'origine della maggior parte della catena delle Cascate cominciò 36 milioni di anni fa. Il resto della placca Farallon viene chiamata Juan de Fuca. In concomitanza con la diminuzione dell'attività vulcanica, durante il Miocene (17-12 milioni di anni fa), quantità colossali di basalto si riversarono nell'attuale bacino del Columbia. Con la separazione simultanea della placca Explorer e l'ispessimento della zona di subduzione, l'angolo del piano di Wadati-Benioff aumentò. L'attrito si fece più intenso, il rilievo aumentò e il vulcanesimo riprese.
Durante il Pleistocene, ovvero oltre due milioni di anni fa, la glaciazione smise di avanzare e si ritirò continuando a deformare il paesaggio, lasciando depositi di detriti rocciosi. Nel tentativo di catalogare i vulcani per età, gli scienziati in genere dividono la catena montuosa in High Cascades, ovvero i più giovani, e le Western Cascades, ovvero i più vecchi. Tuttavia, le bocche di Washington sono tutte di epoca diverse, ragion per cui nessuno dei suoi crateri figura in nessuna delle sezioni.

### Ghiacciai

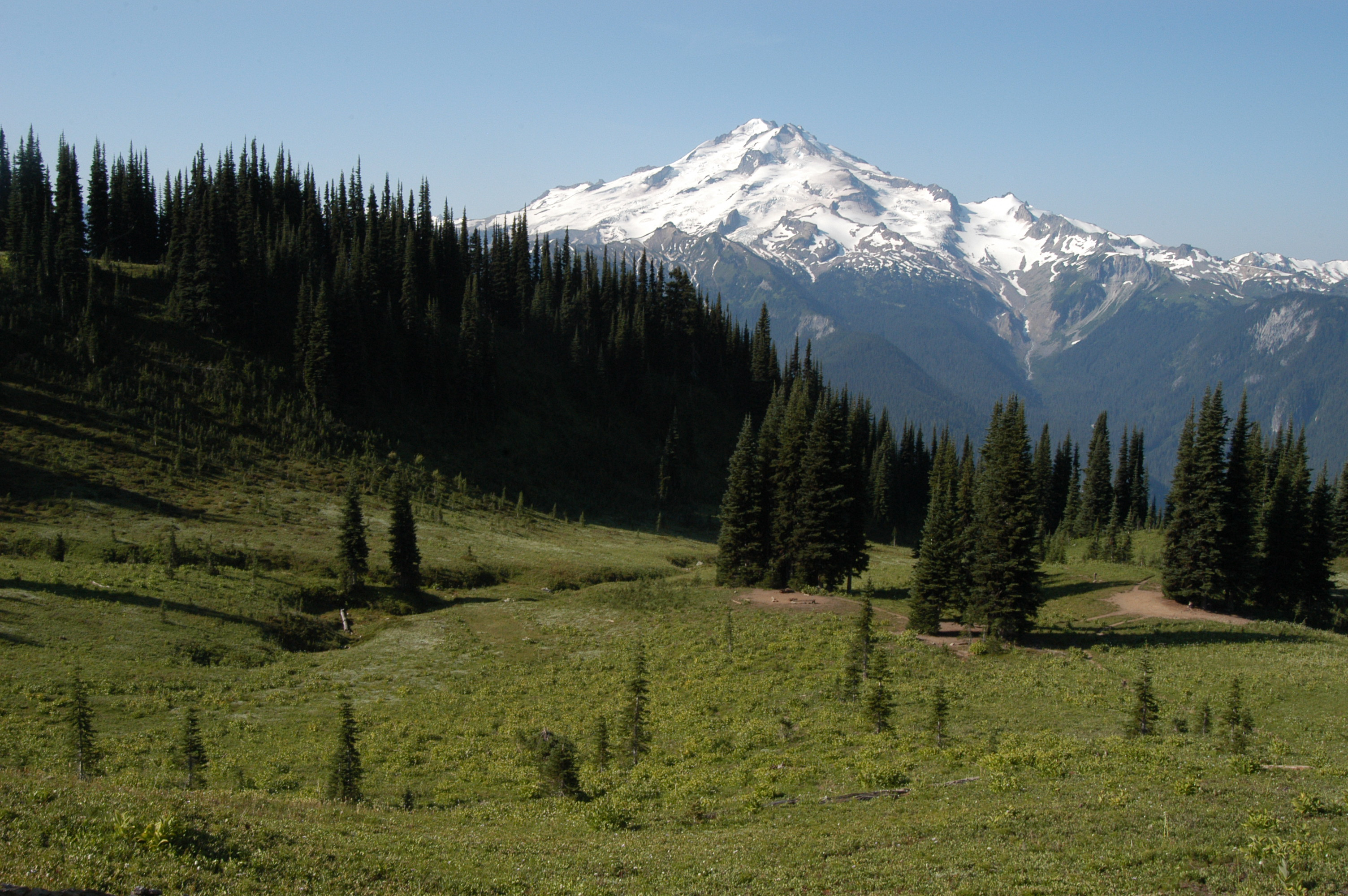
Vista della parete nord-est del lago Image

Undici ghiacciai di una certa dimensione coprono il Glacier Peak: quando E.V. Rusk vide per la prima volta questi ammassi di neve nel 1906, essi stavano iniziando a sciogliersi, ma erano ancora abbastanza in salute. Il ritiro medio dei ghiacciai del Glacier Peak dalla piccola era glaciale alle posizioni del 1958 è stato pari a 1640 m. Richard Hubley ha fatto osservare che i ghiacciai delle North Cascades hanno iniziato ad avanzare nei primi anni '50, dopo 30 anni di rapido declino. L'avanzata avvenne dopo un forte aumento delle precipitazioni invernali e un calo della temperatura estiva accaduto a partire dal 1944. Dieci dei quindici ghiacciai intorno al Glacier Peak avanzarono, compresi tutti quelli situati sui pendii della cima: la ricrescita della copertura variava da 15 a 480 m e culminò nel 1978. Tutti gli undici ghiacciai del Glacier Peak aumentati nel periodo 1950-1979 diedero forma a morene nel periodo di massimo avanzamento. Dal 1984 al 2005, il ritiro medio di otto ammassi nevosi del Glacier Peak dalle loro recenti posizioni massime è stato di 310 m. Il ghiacciaio del lago Milk, sul fianco nord della montagna, si è disciolto del tutto negli anni '90.

## Attività vulcanica

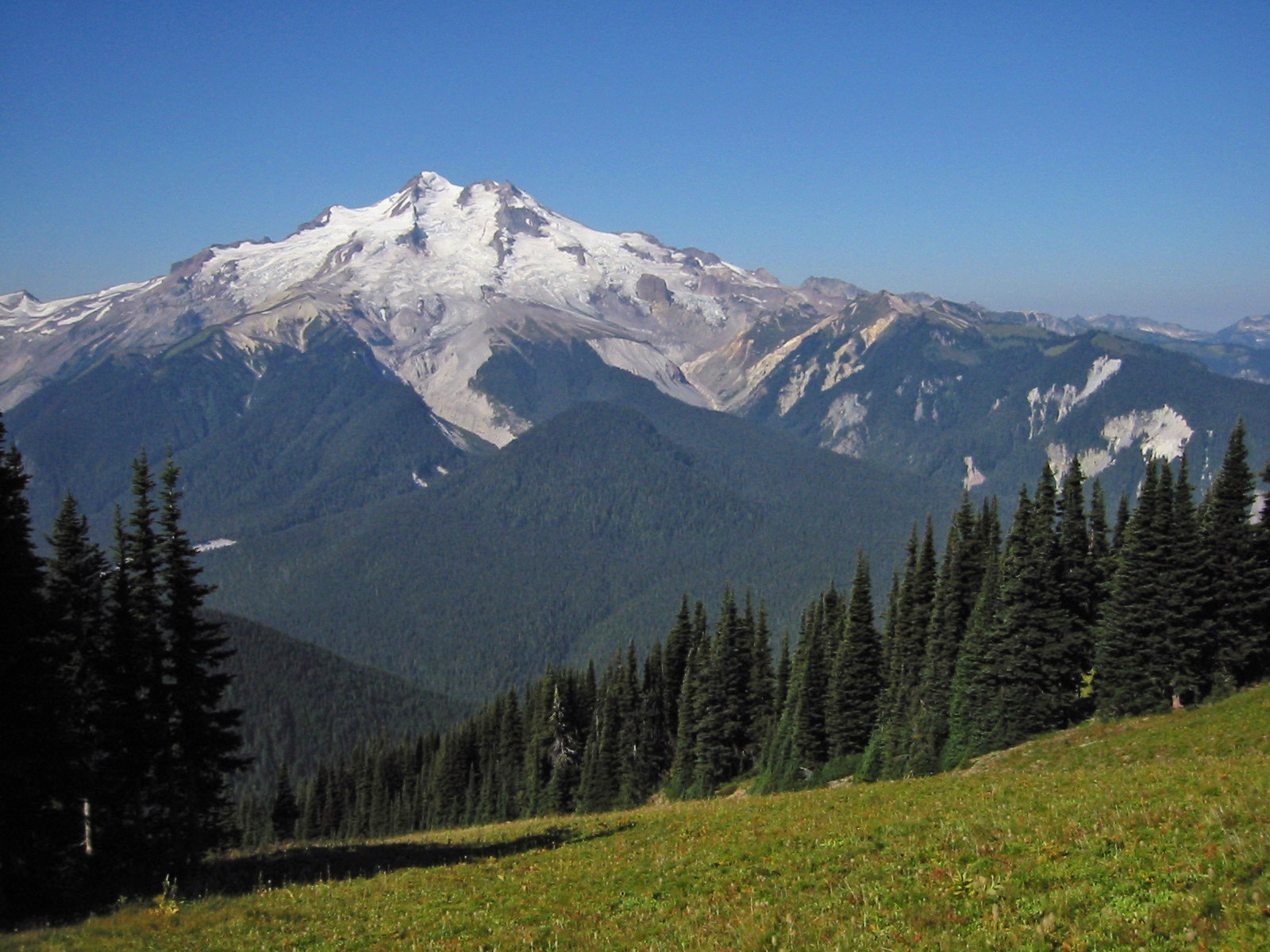
Il Liberty Cap visto dalla valle del fiume Suiattle

Nonostante la sua altezza di 3213 m, il Glacier Peak è un piccolo stratovulcano. La sua sommità relativamente alta è una conseguenza della sua posizione in cima a un'alta cresta, ma la sua porzione vulcanica si estende di soli 500-1000 m sopra la cresta sottostante. Un altro vulcano dell'arco delle Cascate con una geomorfologia simile è il massiccio del monte Meager, nel sud-ovest della Columbia Britannica, in Canada, che si trova su una cresta non vulcanica di 400 m piena di cristalli e rocce metamorfiche.
Dei cinque principali vulcani di Washington, solo il Glacier Peak e il monte St. Helens hanno sperimentato grandi eruzioni negli ultimi 15.000 anni. Poiché entrambi generano viscoso magma di origine dacitica, questo tende ad accumularsi, in quanto impossibilitato a fluire attraverso la bocca eruttiva. Gradualmente, la pressione cresce, culminando in un'esplosione che espelle materiali come tefra, che nella sua forma più semplice è cenere.
Grazie alla tefrocronologia e al metodo del carbonio-14, ai è scoperto che le eruzioni del Glacier Peak si verificarono nel 1700 d.C. ± 100 anni, nel 1300 d.C. ± 300 anni, nel 900 d.C. ± 50 anni, nel 200 d.C. ± 50 anni, 850 a.C., nel 3150 a.C. e nel 3550 a.C. L'indice di esplosività vulcanica (VEI) per tre di questi è stato compreso tra 2 e 4, un dato minore rispetto al 5 registrato in occasione dell'eruzione del monte Saint Helens del 1980. In occasione di tali eventi, avvennero esplosioni principalmente dalla bocca centrale, specie esplosive. Queste eruzioni scaturirono risultati diversi: alcune produssero lahar, alcuni flussi piroclastici e altri duomi di lava.
Poco più di 13.000 anni fa, ebbe luogo una sequenza di nove eruzioni di tefra in un arco temporale inferiore a poche centinaia di anni. Associati a queste eruzioni erano i flussi piroclastici: mescolatisi a neve, ghiaccio e acqua, i lahar si riversarono anche in tre fiumi vicini, riempiendo le loro valli di depositi profondi. In seguito, le colate di fango drenarono sia nel North Fork del fiume Stillaguamish (a quel tempo uno sbocco del Sauk) sia nello Skagit. Ad Arlington, 97 km a valle, i lahar ammassarono 2 m circa di sedimenti. La successiva erosione dei depositi di lahar vicino a Darrington portò all'attuale sistema fluviale con il fiume Stillaguamish separato dai corsi d'acqua del Sauk e dello Skagit: i detriti dei lahar si depositarono lungo i due fiumi appena citati fino allo stretto di Puget. Benché una piccola percentuale della tefra rilasciata nell'atmosfera non si allontanò dalla zona, la maggior parte dei materiali raggiunse livelli più alti dell'atmosfera e fu trasportata dal vento per centinaia di chilometri. I depositi di questa congregazione erano spessi 30 cm vicino a Chelan e 7,6 mm vicino a Missoula.
Gli eventi più distruttivi avvennero 5.900 e 1.800 anni fa e furono associati alle eruzioni della costruzione del duomo. In entrambi i casi, i lahar generatisi percorsero il fiume Skagit fino allo stretto di Puget.

### Valutazione e prevenzione dei rischi

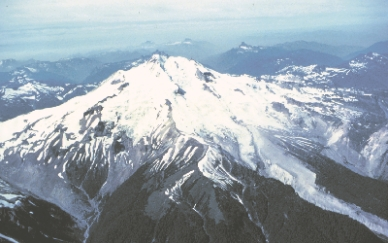
Il Glacier Peak visto da sud-est

Il pericolo di un'eruzione in tempi recenti è attualmente stimato con una probabilità di 1 su 1.000.
Quando i lahar raggiungono le aree popolate, possono causare danni difficilmente quantificabili alle persone. I flussi piroclastici potrebbero avere un effetto non trascurabile sui ghiacciai che circondano il vulcano: non si deve infatti dimenticare il triste avvenimento passato alla storia come tragedia di Armero del 1985 in Colombia, causata da una piccola eruzione sotto la calotta glaciale sommitale del Nevado del Ruiz. Le colate di fango del Glacier Peak rappresentano una minaccia simile per le piccole comunità di Darrington e Concrete e una minaccia minore per le città più grandi e in rapida crescita di Mount Vernon e Burlington, così come altre comunità lungo il corso inferiore dello Skagit e del Stillaguamish. Uno studio del 2005 condotto dallo United States Geological Survey ha identificato nove vulcani delle Cascate, incluso il Glacier Peak, come "vulcani ad altissima minaccia che necessitano un monitoraggio inadeguato". Al momento dello studio, sul Glacier Peak era installato un solo sismometro che non "funzionava da due anni".

## Storia
Intorno alla zona vi erano molti nativi americani e, come per gli altri vulcani del Washington, la montagna fu riconosciuta da loro come uno spirito. Gli amerindi si davano solitamente alla caccia e all'agricoltura di sussistenza. Quando gli esploratori europei-americani raggiunsero la zona, essi appresero della montagna, anche se solo parzialmente attraverso le leggende locali. Malgrado la gente del posto descrivesse il Glacier Peak come una fonte imprescindibile del loro insieme di credenze, quando vennero mappati altri vulcani della zona il Glacier Peak fu lasciato fuori dagli autori europei. Nel 1850 i nativi riferirono del vulcano al naturalista George Gibbs sostenendo che il vulcano una volta "aveva emesso del fumo". Nel 1898 il vulcano andò finalmente documentato su una mappa.
I cercatori d'oro raggiunsero l'area negli anni 1870-1890, alla ricerca di ricchezze e miniere. Il primo uomo bianco di cui si ha notizia che scorse la montagna, Daniel Lindsley, era un impiegato della Northern Pacific Railway alla ricerca di possibili percorsi ferroviari e la vide nel 1870.

## Attività ricreative
Il Pacific Crest Trail transira vicino a Glacier Peak: l'attraversamento del fiume Suiattle costituisce una tappa ben nota per coloro che intraprendono il percorso, ma tale passaggio non fu percorribile quando andò inondato da una tempesta alla fine del 2003: ulteriori piogge torrenziali avvenute nel 2006 contribuirono alla distruzione di altri ponti di legno, alcuni dei quali ricostruiti solo nel 2014.
La prima persona di cui si ha conferma a scalare la montagna fu Thomas Gerdine insieme a un gruppo di scienziati dello United States Geological Survey composta anche da Sam Strom, A.H. Dubor e Darcy Bard, nel 1897. Il vulcano è aperto anche agli sciatori. Per raggiungere la vetta, ci vogliono 8 km circa di cammino lungo il White Chuck River Trail (Forest Service Trail n. 643) e su per il ghiacciaio Sitkum; il sentiero è raggiungibile tramite la strada del servizio forestale n. 23, ma gli alpinisti tengono in considerazione più modalità di salita e di discesa quando delineano la loro strategia di arrampicata.